# Моталиго Ілля Валерійович
Моталиго Ілля Валерійович (біл. Ілья Маталыга, нар. 5 травня 1984, Білорусь) — білоруський футболіст, воротар футбольної команди «Білшина».